# Nova República (Brasil)

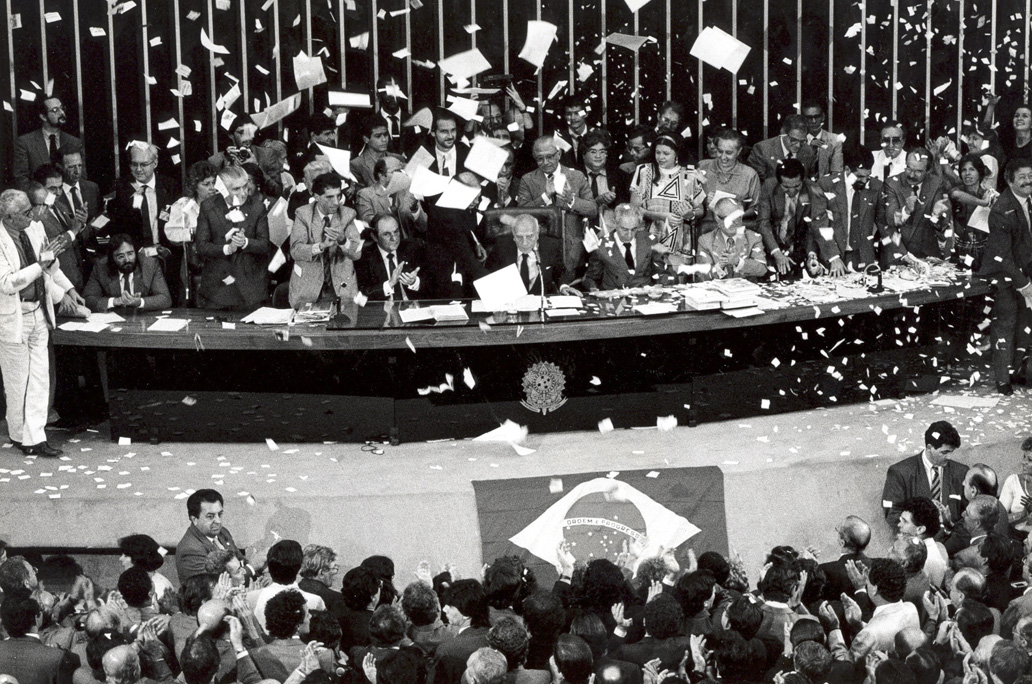
Promulgación de la Constitución de 1988.

Nova República (o Sexta República Brasileña) designa el período de la historia brasileña desde el fin de la dictadura militar (1964-1985) hasta la actualidad. Se caracteriza por la amplia democratización política y la estabilización económica de Brasil.
Se suele considerar su inicio en 1985, cuando, compitiendo con el candidato situacionista Paulo Maluf, el opositor Tancredo Neves ganó una elección indirecta en el Colegio Electoral, sucediendo al último presidente militar, João Figueiredo. Neves nunca asumió el cargo y murió. Su vicepresidente, José Sarney, asumió la presidencia en su lugar. Bajo su gobierno se promulgó la Constitución de 1988, que estableció un Estado democrático de derecho y una república presidencial.
Históricamente, la Nova República formó parte de los últimos años del período de la Historia Mundial conocido como «Guerra Fría», que finalizó tras las Revoluciones de 1989 y el colapso de la Unión Soviética en 1991. A partir de entonces pasó a formar parte del actual período histórico, la Era de la Globalización.

## Colapso de la dictadura militar

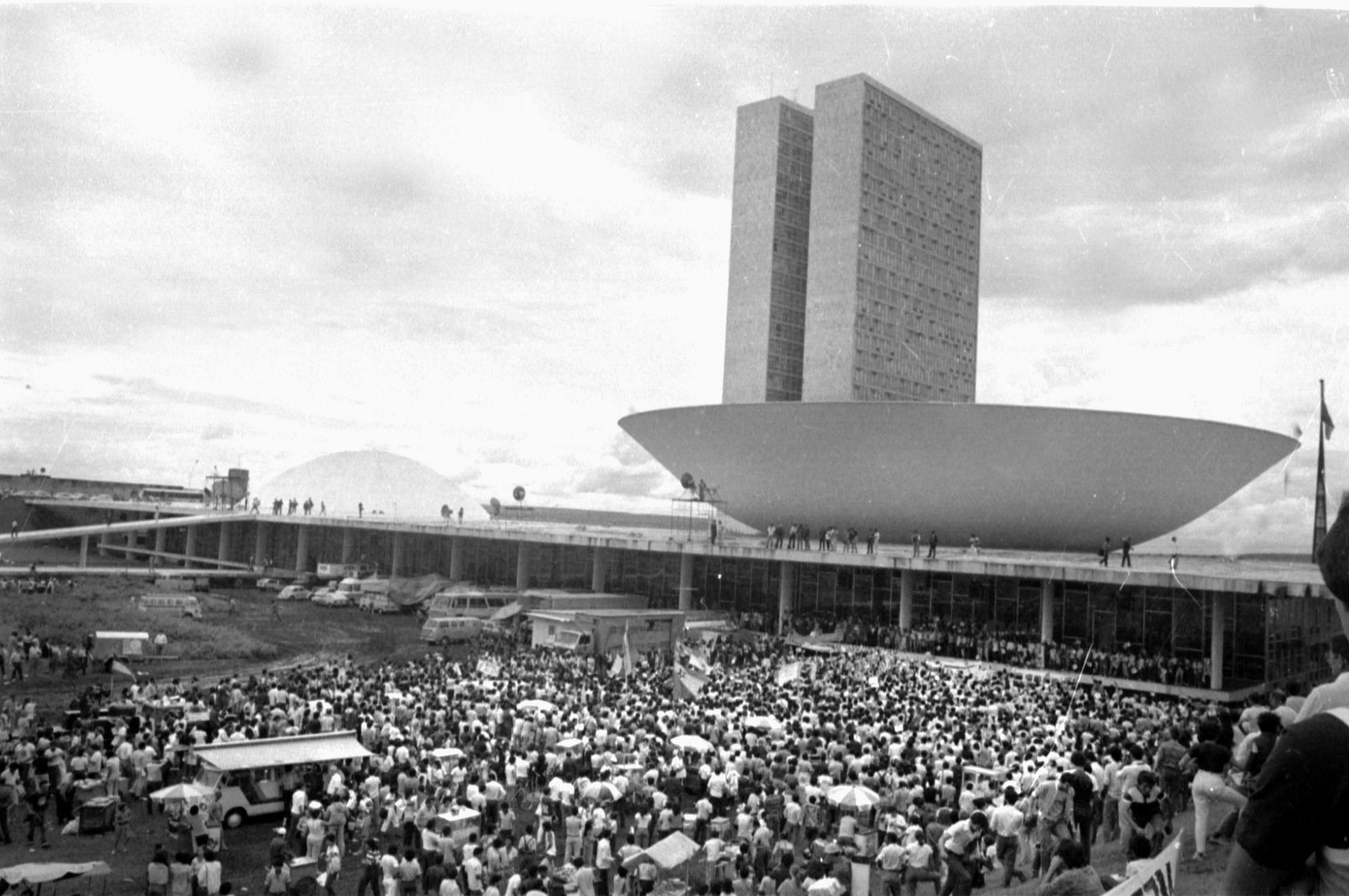
Manifestación de la Diretas Já en Brasilia, ante el Congreso Nacional.

Brasil fue gobernado por una dictadura militar desde 1964. Se caracterizó por la represión política y el desarrollismo, con inversiones en industrias básicas, agricultura y sustitución de productos importados además de una campaña nacionalista. En el apogeo de la dictadura, a principios de los años 1970, Brasil atravesaba un período de "milagro económico", comandado por un gobierno centralizado y autoritario.
Sin embargo, debido a las crisis económicas internacionales a partir de 1973 (crisis del petróleo), el fuerte crecimiento económico brasileño se vio interrumpido y la presión social comenzó a aumentar. Las demandas de la clase media por mayores libertades, el fin de la censura, la amnistía y el control de la inflación, fueron desestabilizando al gobierno brasileño hasta finales de la década. El gobierno empezó a estructurar, entonces, una lenta transmisión a la democracia. Por iniciativa del presidente Ernesto Geisel en 1976, algunas libertades fueron devueltas al pueblo brasileño, pero lentamente. El general de ejército João Figueiredo fue elegido por el Colegio Electoral brasileño en 1979, con la promesa de devolver la democracia a Brasil. En su gobierno se garantizó la amnistía general e irrestricta para todos los perseguidos políticos y se implementaron algunas reformas políticas y económicas, como el regreso de las elecciones directas para gobernadores de los estados y el multipartidismo. Mientras tanto, la inflación aumentaba.
En la década de 1980, al igual que otros regímenes militares latinoamericanos, la dictadura brasileña entró en decadencia cuando el gobierno ya no pudo estimular la economía, controlar la hiperinflación crónica y los crecientes niveles de concentración del ingreso y pobreza resultantes de su proyecto económico, que dio impulso al movimiento pro democracia. El gobierno aprobó una Ley de Amnistía para crímenes políticos cometidos por y contra el régimen, se relajaron las restricciones a las libertades civiles y luego se celebraron elecciones presidenciales indirectas en 1984, con candidatos civiles y militares.

## Transición: Tancredo Neves y el gobierno de Sarney (1985-1990)

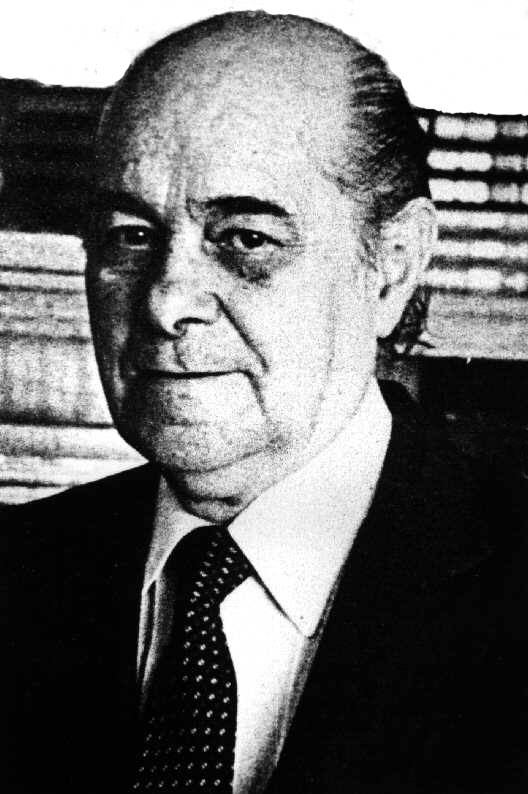
Tancredo Neves creó el término "Nueva República" y se convirtió en el primer presidente civil electo desde 1964.

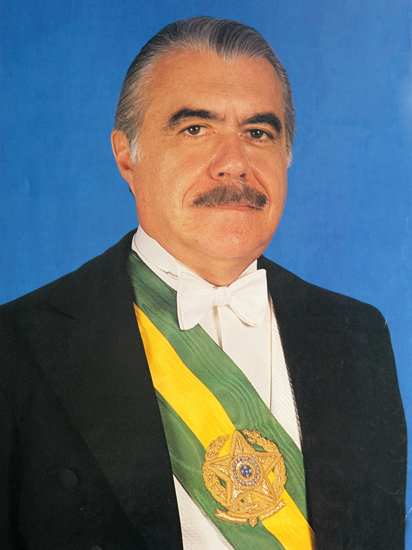
José Sarney, inicialmente vicepresidente de Tancredo, asumió el poder en 1985 tras su muerte y lideró la redemocratización del país.

A pesar de ser elegido, Neves nunca asumió el cargo. Por una complicación de su enfermedad, Tancredo Neves fue hospitalizado, siendo operado el 14 de marzo de 1985 y contrayendo una infección hospitalaria. El día de la toma de posesión, el 15 de marzo de 1985, José Sarney asumió entonces el cargo de forma interina. El 21 de abril, el portavoz de la República anuncia la muerte oficial del presidente Tancredo Neves. A partir de ese día, Sarney sería reconocido como presidente de tiempo completo.
El 1 de marzo de 1986, Sarney y su equipo económico encabezado por Dilson Funaro, Ministro de Finanzas, lanzaron el "Plan Cruzado", un conjunto de medidas para contener la inflación, entre ellas una congelación general de precios y la creación de una nueva moneda, el Cruzado (Cz$), por valor de mil cruzeiros (Cr$) (moneda de la época). Sarney hizo un llamamiento a la población, que apoyó ampliamente el plan, incluso algunas personas se declararon "inspectores Sarney" y denunciaron violaciones de la congelación de precios. El PMDB, con la popularidad del plan, ganó las elecciones para gobernador de 1986 en prácticamente todos los estados (con excepción de Alagoas). Sin embargo, tras las elecciones, el 21 de noviembre de 1986, el gobierno promulga el "Plan Cruzado II ", liberándose los precios. Esto provocó el descontento de la gente con el gobierno, ya que muchos vieron el plan cruzado como una simple estrategia política para ganar las elecciones. La inflación volvió a subir, la crisis se extendió y el 20 de enero de 1987 el gobierno decretó una moratoria, incumpliendo el pago de la deuda externa.
El 29 de abril de 1987, el gobierno reemplazó a Funaro por Luis Carlos Bresser Pereira, quien, con la inflación en aumento, lanzó el "Plan Bresser", con un nuevo congelamiento de precios, en junio de 1987 y poniendo fin a la moratoria. La inflación volvió a subir y el 6 de enero de 1988, Bresser fue reemplazado por Maílson da Nóbrega. La democracia se restableció plenamente en 1988, cuando se promulgó la actual Constitución Federal.

## Gobiernos de Collor e Itamar Franco (1990-1994)

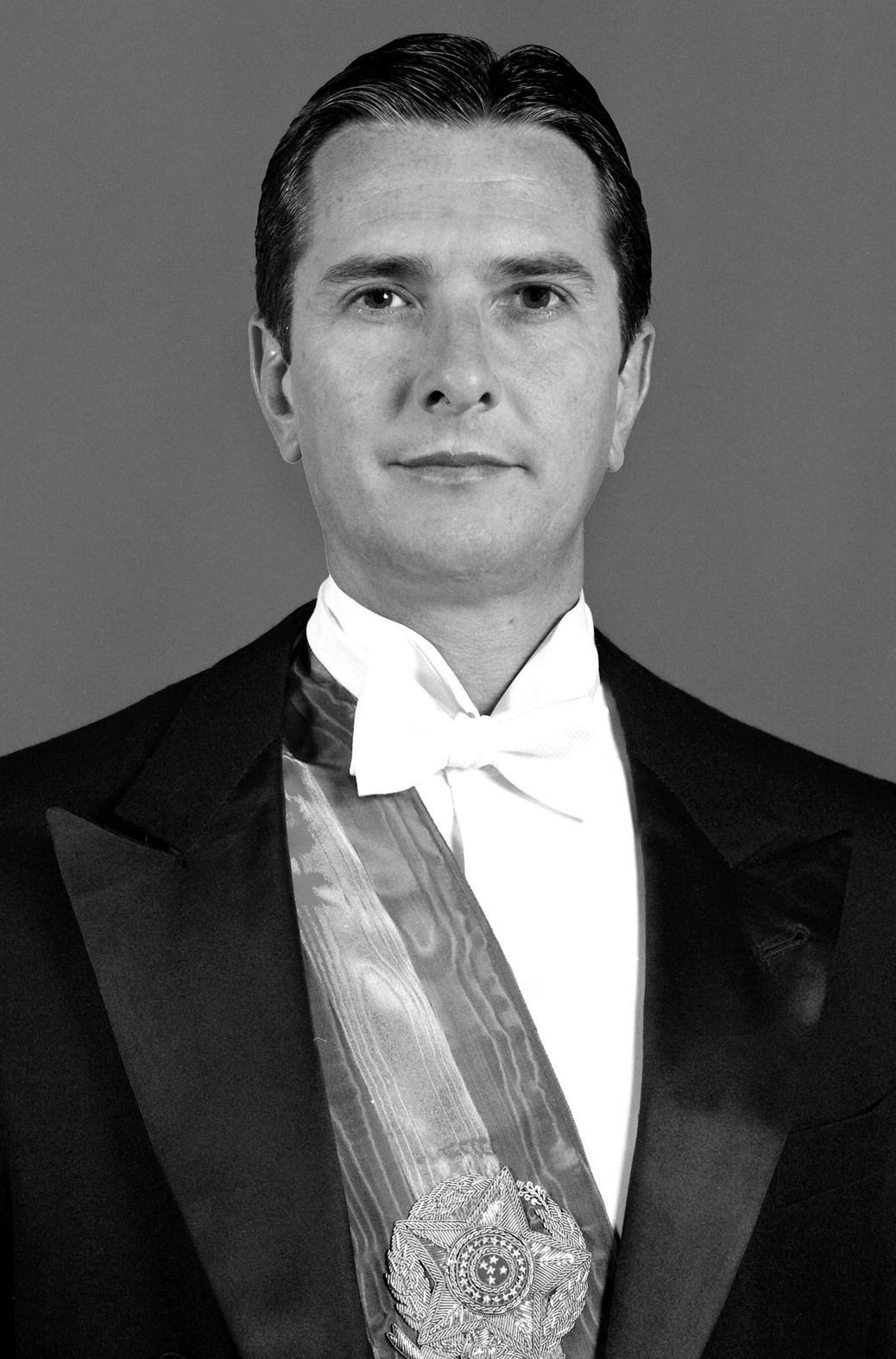
Fernando Collor, el primer presidente elegido por voto popular tras la dictadura, en 1989, estuvo involucrado en escándalos y finalmente renunció en un intento de detener un proceso de destitución en su contra en 1992.

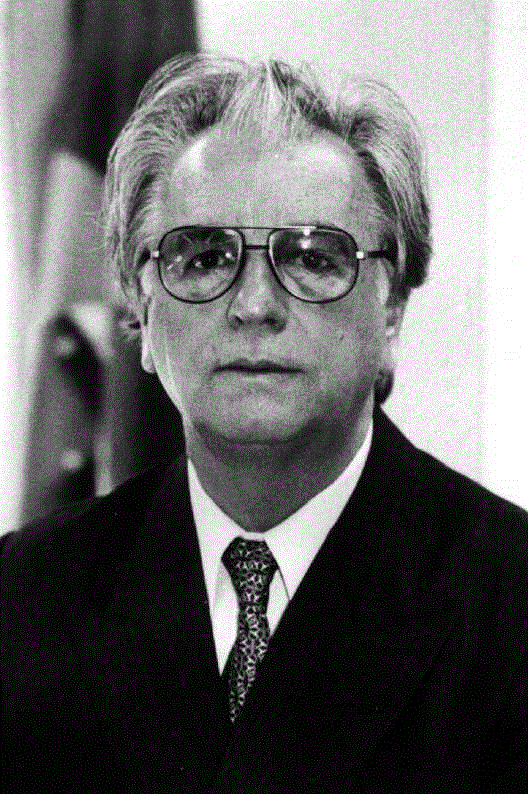
Itamar Franco, entonces vicepresidente, asumió el poder en 1992 y estableció el Plan Real, que estabilizó la economía.

En 1989, el exgobernador del estado de Alagoas, Fernando Collor, prácticamente desconocido en el resto del país, como resultado de una agresiva campaña basada en la promesa de luchar contra la corrupción (combatir a los maharajás), de construir una imagen de Líder joven y dinámico, que vendía una imagen de político progresista de derecha (su partido era el poco impresionante Partido de Reconstrucción Nacional). Contando con el apoyo de sectores que temían la victoria del candidato del PT, Luiz Inácio da Silva, Fernando Collor es elegido presidente, en las primeras elecciones directas para el cargo desde 1960. Sin embargo, después de dos años, el propio hermano del presidente, Pedro Collor de Mello, hizo acusaciones públicas de corrupción mediante un sistema de favoritismo montado por el tesorero de la campaña electoral, Paulo César Farias. Sin resistencia alguna por parte del Ejecutivo, el Congreso Nacional establece una comisión de investigación cuyas conclusiones conducen al pedido de destitución del presidente (impeachment).
Durante el proceso, la Rede Globo de Televisão produjo y transmitió Años rebeldes, de Gilberto Braga, una serie dramática ambientada durante las manifestaciones de 1968, que sirvió de inspiración para el movimiento de los rostros pintados, manifestaciones de estudiantes e intelectuales que clamaron por justicia y por un Brasil mejor. Fernando Collor de Mello renunció antes de que su impeachment fuera aprobado por el Congreso, pero aun así el proceso continuó y sus derechos políticos quedaron suspendidos durante ocho años. Collor luego se mudó a Miami. La justicia lo absolvió de todas las demandas interpuestas en su contra por su dirección. Farias escapó del país por algunos años y, después de enviudar, fue traído al país por la Policía Federal, en Alagoas, pero, en 1996, fue encontrado en su dormitorio, muerto por una herida de bala.
Collor de Mello fue sucedido en la presidencia por el vicepresidente Itamar Franco, en cuya gestión se adoptó el Plan Real, un plan económico sin precedentes en el mundo ejecutado por el equipo del entonces ministro de Hacienda, Fernando Henrique Cardoso (FHC). Al darse cuenta de que la hiperinflación brasileña era también un fenómeno emocional de separación de la "unidad monetaria de cambio" de la "unidad monetaria de cuentas", el plan concentró todos los índices de ajuste de precios existentes en un solo índice, la Unidad de Valor Real o URV. Posteriormente se transformó en moneda, el real, iniciando así el control del mayor problema económico de Brasil: la inflación. Posteriormente, numerosas reformas económicas importantes reforzaron la estabilidad de la moneda, evitando los errores del pasado.

## Gobierno de FHC (1995-2002)

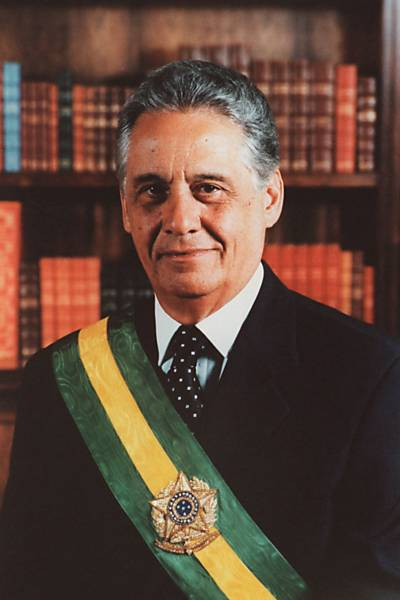
Fernando Henrique Cardoso, conductor del Plan Real, fue elegido presidente en 1994 y reelegido en 1998.

Con el éxito del Plan Real, Fernando Henrique Cardoso postuló a la presidencia en 1994, siendo reelegido en 1998. Cardoso inició su primer mandato el 1 de enero de 1995, buscó sentar las bases para la estabilidad y el crecimiento a largo plazo y reducir los desequilibrios socioeconómicos extremos de Brasil. Sus propuestas al Congreso incluyeron enmiendas constitucionales para abrir la economía brasileña a una mayor inversión extranjera e implementar reformas radicales -incluidas la seguridad social, la administración pública y los impuestos- para reducir el gasto excesivo del sector público y mejorar la eficiencia del gobierno.
A su gobierno se le atribuye haber proporcionado estabilidad económica a un país afectado por años de hiperinflación. Al mismo tiempo, las crisis económicas en México en 1997, Asia Oriental en 1998, Rusia en 1998 y Argentina en 2002 redujeron las perspectivas de crecimiento económico durante su presidencia.
También fue durante su administración que muchas empresas estatales fueron privatizadas y que se crearon por primera vez agencias reguladoras para supervisar y regular muchos sectores de la industria (energía, petróleo, aviación, entre otras). La administración de Fernando Henrique Cardoso también puso un fuerte enfoque en los asuntos exteriores. Además de ingresar en la Organización Mundial del Comercio (OMC) y participar en la Ronda Uruguay, Brasil participó en la misión de mantenimiento de la paz de INTERFET en Timor Oriental.

## Gobierno de Lula (2003-2010)

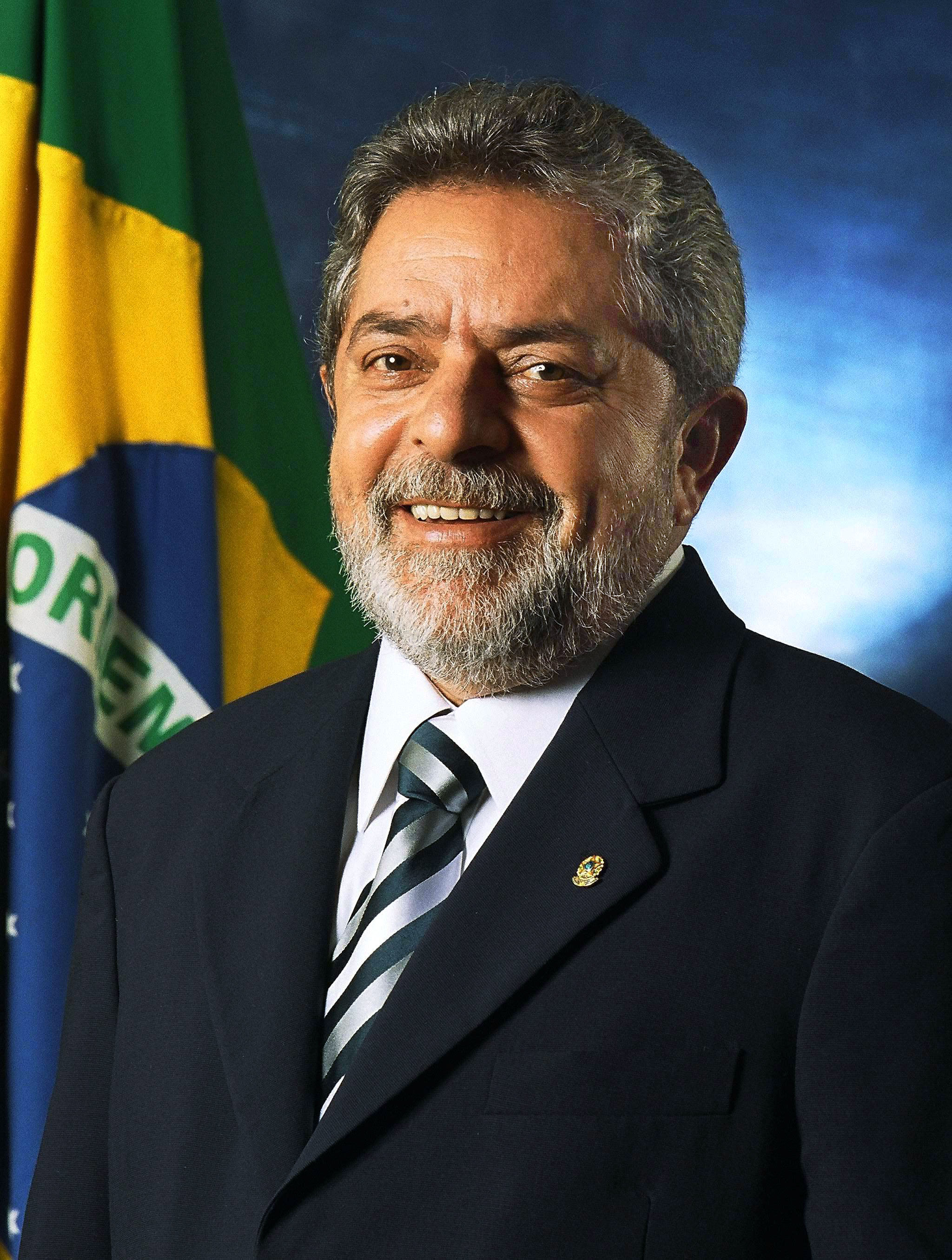
Lula, el primer presidente obrero elegido en 2002, fue reelegido en 2006.

Luego de los ocho años de gobierno de Fernando Henrique Cardoso, en 2002, el ex metalúrgico Luiz Inácio Lula da Silva, del Partido de los Trabajadores (PT), tradicional partido de izquierda brasileño, fue elegido presidente de la República. Lula amplía el alcance de los proyectos sociales, transformando Bolsa-Escola en Bolsa Familia y creando nuevos programas, como Universidade para Todos (Prouni). En 2006, Luiz Inácio Lula da Silva es reelegido Presidente de la República.
La estabilidad macroeconómica redujo la inflación, las tasas de interés y aumentó el ingreso per cápita, colocando al país en una lista de los países más prometedores del mundo, junto a China, Rusia, India y Sudáfrica (llamados BRICS ). Sin embargo, aún persisten diferencias entre la población urbana y rural, los estados del norte y del sur, los pobres y los ricos.
La economía contiene una industria y agricultura más sofisticadas, y un sector de servicios en auge. Las administraciones recientes han ampliado la inserción del país en el mercado mundial, con saltos en la inversión y la productividad en algunos sectores, como las telecomunicaciones y los automóviles, pero aún faltan en la eficiencia de los puertos marítimos, ferrocarriles, generación de electricidad, aeropuertos y otras mejoras de infraestructura, que permitirían reducir el llamado "costo Brasil". El país comenzó a girar hacia las exportaciones en 2004 y, aún con un real apreciado y la crisis internacional, alcanzó en 2008 exportaciones de 197,9 mil millones de dólares e importaciones de 173,2 mil millones de dólares, lo que colocó al país entre los 19 mayores exportadores en el mundo.

## Gobierno de Dilma (2011-2016)

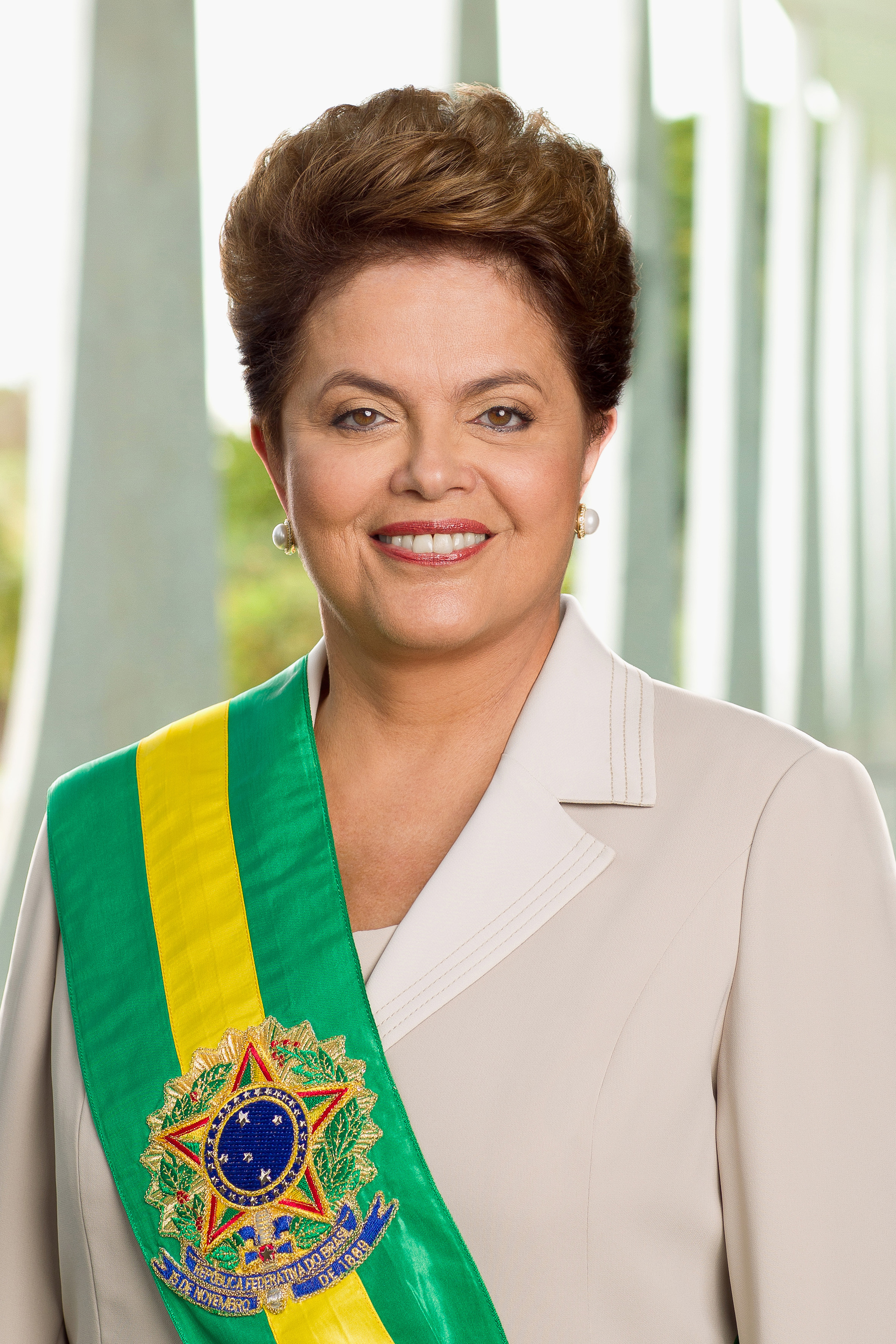
Dilma Rousseff, la primera mujer presidenta de Brasil elegida en 2010, reelegida en 2014, fue acusada y destituida en 2016.

En octubre de 2010, en la segunda vuelta, Brasil eligió por primera vez a una mujer como jefa del Ejecutivo. Dilma Rousseff (nacida en Belo Horizonte ) asumió como Presidenta de la República Federativa de Brasil, prestando juramento solemne ante el Congreso Nacional el 1 de enero de 2011. Dilma continuó los programas del gobierno Lula como: Luz para Todos, que benefició a más de 3 millones de familias hasta 2013, la segunda fase del Programa de Aceleração do Crescimento, que aportó recursos del orden de R$ 1,59 billones en una serie de inversiones, como transporte, energía, cultura, medio ambiente, salud, área social y vivienda y el programa Minha Casa, Minha Vida, que obtuvo inversiones de R$ 34 mil millones, de los cuales 1 millón de viviendas fueron construidas en la primera fase, y 2 millones de viviendas con inversiones de R$ 125,7 mil millones en la segunda fase.
En junio de 2013 estallaron numerosas manifestaciones populares en el país, cuando millones de personas salieron a las calles en todos los estados para impugnar los aumentos en las tarifas del transporte público, la brutalidad de la policía militar estatal, entre otros reclamos. Entre los desafíos del país para el futuro se encontraban un salto cualitativo en educación y salud, la reducción de la burocracia en el emprendimiento y una respuesta eficiente a los crecientes problemas de seguridad pública y barrios marginales en los centros urbanos. Estas manifestaciones dieron lugar en julio de 2013 al lanzamiento del programa Más Médicos, cuyo objetivo era llevar 15.000 profesionales de la salud para atender regiones desfavorecidas de Brasil. Brasil fue sede de la Copa Mundial de Fútbol de 2014. Al final del primer gobierno de Dilma se lanzó la Operación Lava Jato, que investigó una trama de lavado de dinero que movió más de 10 mil millones de reales, siendo considerada por la policía federal la mayor trama de corrupción de la historia de Brasil.
Tras las polarizadas elecciones presidenciales de 2014, Rousseff es reelegida con el 51,64% de los votos válidos, derrotando al candidato Aécio Neves en la segunda vuelta. Durante la campaña electoral, un accidente aéreo mató al candidato Eduardo Campos del PSB. En marzo de 2015 se produjeron nuevas protestas en varios estados, principalmente contra la corrupción, especialmente debido a la Operación Lava Jato realizada por la Policía Federal. Como efecto del creciente descontento popular con el gobierno, la base política de la presidenta se fue deteriorando y en diciembre del mismo año se inició un proceso de impeachment contra la presidenta basado en acusaciones del llamado "pedalaje fiscal" cometido en su gobierno. La ley causa una gran controversia y divide al país entre grupos antigubernamentales (en su mayoría de derecha) y progubernamentales (en su mayoría de izquierda). 
El 17 de abril de 2016 la Cámara de Diputados aprobó el inicio del proceso, que de ahí en adelante fue remitido al Senado para su análisis. Dilma Rousseff finaliza su mandato en medio de la crisis económica de 2014, considerada una de las mayores de la historia de Brasil, con una inflación en 2015 del 10,67% y una tasa de desempleo del 11,8% en septiembre de 2016, alcanzando a 12 millones de brasileños y caída del PIB en dos años consecutivos: 2015 una caída del 3,8% y 2016 una caída del 3,6%.

## Gobierno de Temer (2016-2018)

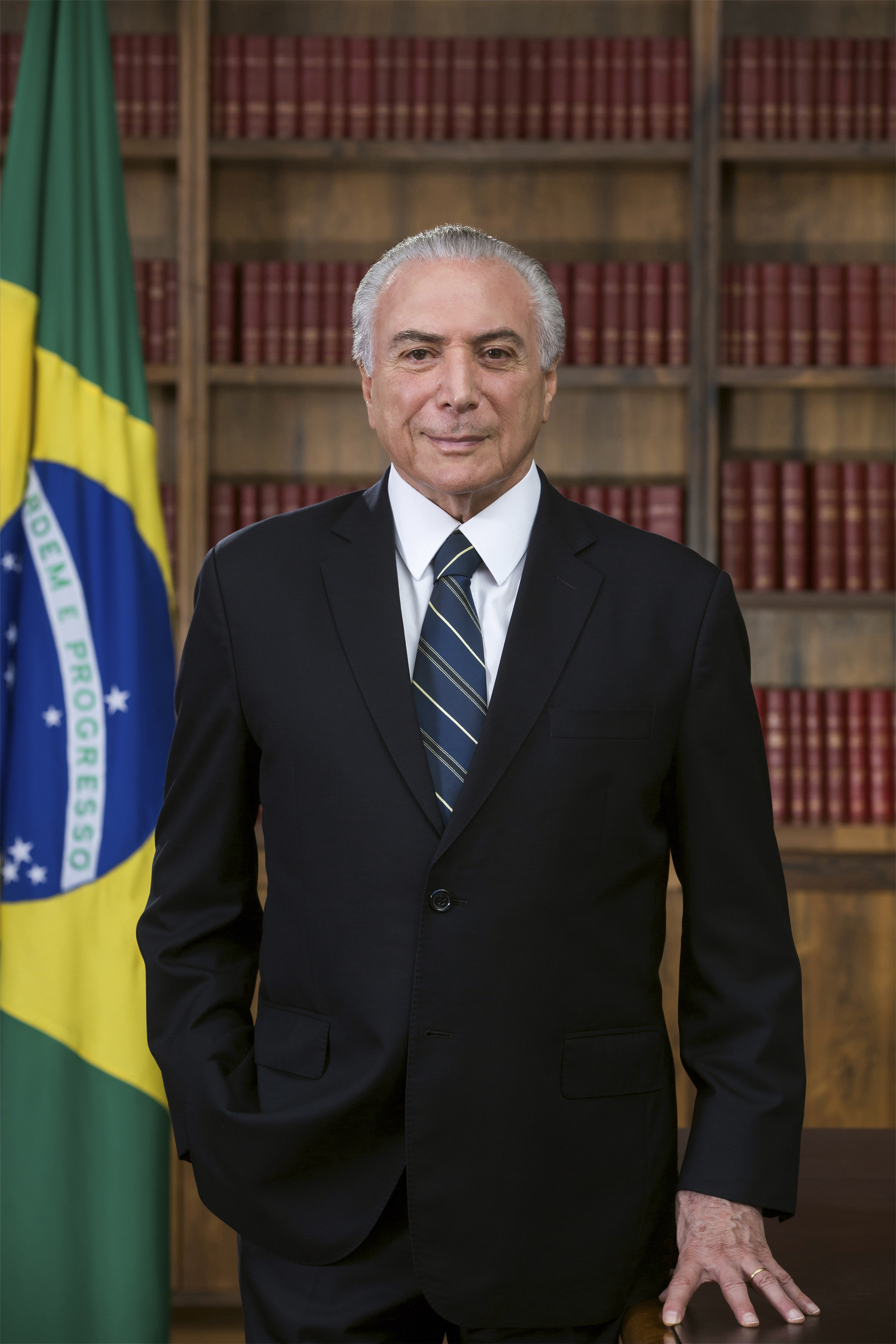
Michel Temer, entonces vicepresidente, asumió el poder en 2016.

El 12 de mayo de 2016, el Senado Federal aprobó la admisibilidad del proceso por 55 votos a favor, 22 en contra y 2 abstenciones. La presidenta Dilma Rousseff es destituida y el vicepresidente Michel Temer asume el cargo de forma interina hasta el juicio en el Senado presidido por el presidente del Tribunal Supremo Federal, Ricardo Lewandowski. Brasil acoge, en agosto y septiembre, los Juegos Olímpicos y los Juegos Paralímpicos de Verano de 2016, respectivamente. El 31 de agosto de 2016, el Senado aprueba el impeachment de Dilma Rousseff con 61 votos a favor y 20 en contra y revoca el mandato de Dilma. A continuación, el vicepresidente Michel Temer presta juramento como presidente de la República debido a la vacante del cargo.
Definido por el propio Temer como un gobierno "reformista", Temer utiliza su gran apoyo del Congreso Nacional para elaborar una agenda de reformas controvertidas, como el techo del gasto público, la educación secundaria, las reformas laboral y de seguridad social, la última de las cuales fue suspendida en 2018, tanto por la falta de votos (apoyo en el Congreso) como también por la intervención federal en Río de Janeiro, cuyo período de vigencia impide, por norma constitucional, aprobar la reforma. En diciembre de 2018, se decretó la intervención federal en Roraima con el fin de aliviar la situación de seguridad interna y la crisis financiera del estado. Ambas intervenciones terminaron al final del gobierno de Temer. El equipo económico del gobierno, encabezado por el Ministro de Finanzas Henrique Meirelles, logra controlar la inflación, pero el país mantiene una elevada tasa de desempleo, que alcanzó el 13,7% de la población en abril de 2017.
En mayo de 2017, después de un año en el gobierno, Temer se ve envuelto en nuevos escándalos, especialmente tras la grabación del socio del grupo J&F, Joesley Batista. Temer y su asesor especial, el diputado Rodrigo Rocha Loures, supuestamente negociaron ventajas indebidas con el grupo, por lo que Rodrigo es filmado y luego arrestado por recibir sobornos.
Debido a la creciente ola de violencia en Brasil, en junio de 2018 el presidente sancionó la ley que creó el Sistema Único de Segurança Pública (SUSP), vinculado al recién creado Ministerio de Seguridad Pública al mando del ministro Raúl Jungmann. Esta medida tenía como objetivo unificar la lucha contra la violencia y el crimen en todo el país. Michel Temer termina su mandato con el mayor rechazo desde la dictadura militar, siendo considerado malo o terrible por el 62% de la población.

## Gobierno de Bolsonaro (2019 - 2022)

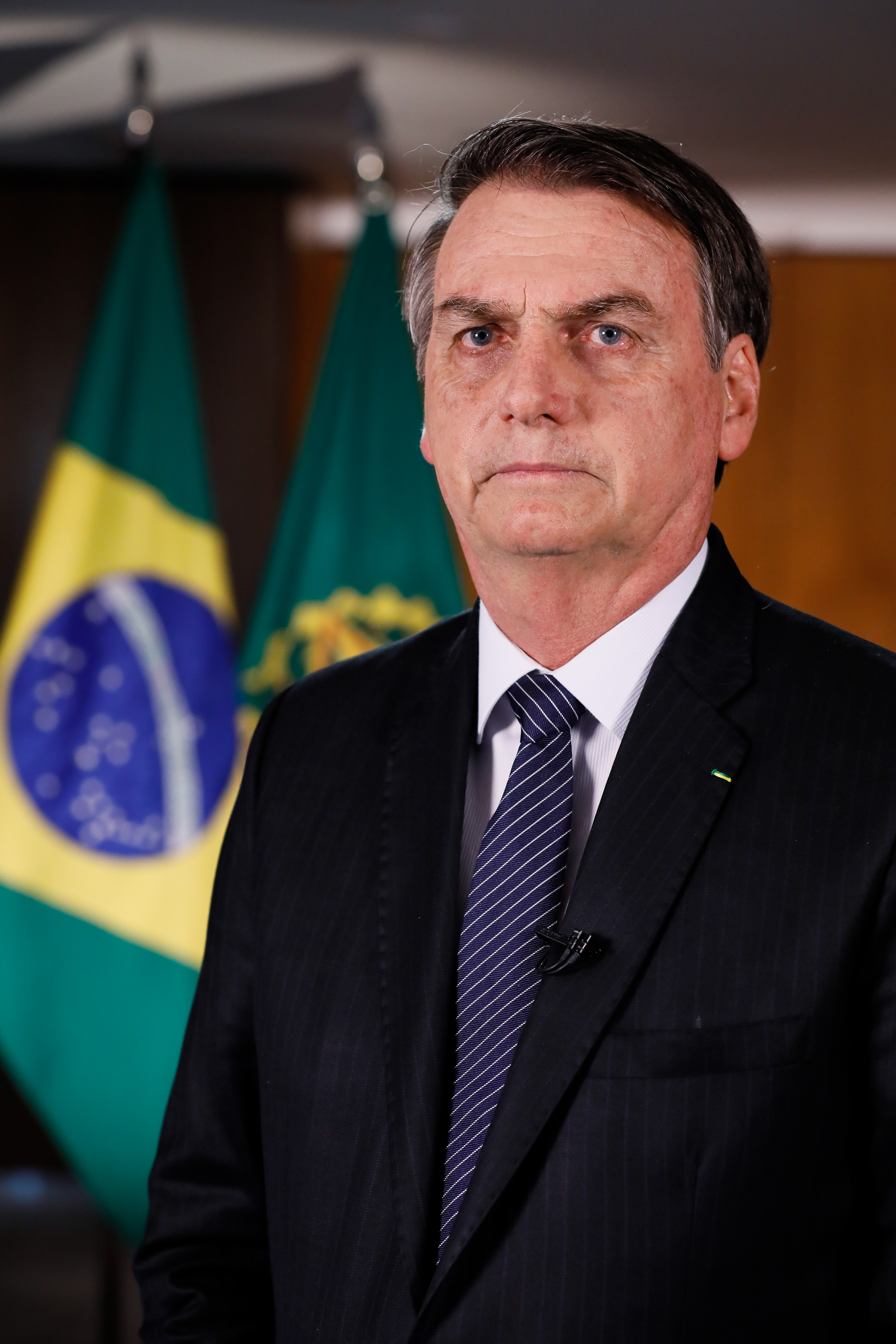
Jair Bolsonaro.

El gobierno de Jair Bolsonaro comenzó el 1 de enero de 2019 y finalizó el 31 de diciembre de 2022. Luego de las actividades de transición del gobierno de Michel Temer. El soldado de reserva, miembro del Partido Social Liberal (PSL), fue elegido 38.º presidente de Brasil el 28 de octubre de 2018, con el 55,13% de los votos válidos en la segunda vuelta de las elecciones presidenciales, al derrotar al candidato del Partido de los Trabajadores (PT), Fernando Haddad, quien obtuvo el 44,87% de los votos válidos. Los analistas incluso consideraron que el ascenso de Bolsonaro marcaría el fin de la Nueva República.
El gobierno empezó con 22 ministerios, siete más de los prometidos, dieciséis en la Esplanada dos Ministérios y cuatro en el Palacio del Planalto. La Procuraduría General de la Unión y el Banco Central son carteras transitorias y deberían perder su condición de ministerios en los próximos meses. El gobierno tuvo siete militares en el primer escalón, sin tener en cuenta al vicepresidente Hamilton Mourão ni al propio presidente. En términos de número de militares en el gobierno, el gobierno de Bolsonaro iguala o supera el número de gobiernos de dictaduras militares.
El primer año del gobierno de Bolsonaro estuvo marcado por la presentación de la reforma de las pensiones al Congreso, con cambios con relación al intento de reforma del gobierno anterior. La economía, dirigida por el ministro Paulo Guedes, comienza a mostrar signos de recuperación: la tasa de desempleo cayó al 11 % a finales de 2019 y el PIB creció un 1,1% en el primer año de gestión. Ese crecimiento no duró mucho. En 2020, el país entró en una nueva recesión, provocada por la pandemia de Covid-19, que se tradujo en gastos de aproximadamente el 10% del PIB para enfrentar el virus. Mientras tanto, el gobierno envió al Congreso la reforma fiscal y la reforma administrativa, además de medidas para combatir el virus, como ayudas de emergencia y enmiendas para ayudar a los estados y municipios. Para no aumentar la tasa de desempleo durante la pandemia, el gobierno lanza el programa de preservación del empleo "Pronampe", del cual se firmaron 19 millones de convenios y se beneficiaron 9,7 millones de trabajadores. En el campo de infraestructura, con un presupuesto de R$ 5,3 mil millones en 2020, se lanza el programa "Pró-Infra" con el objetivo de apalancar la inversión privada en infraestructura en el país, con la concesión de puertos, aeropuertos, carreteras, ferrocarriles y líneas de transmisión.
El gobierno brasileño de Jair Bolsonaro es citado como el punto de ascenso del neofascismo en América del Sur en el siglo XXI, a partir de la negación de ciencia, desde retórica bélica y medidas autoritarias que quitan derechos a la población unida a una política económica fuertemente neoliberal. Como resultado de factores como el antiPTismo, el miedo y la reacción a la insurgencia de 2013, así como las crisis económicas de 2008 y 2014, Jair Bolsonaro emergió como una opción viable sin un proyecto estratégico bien definido. La multiplicidad de grupos que constituyen el bolsonarismo, las diferentes alas (militares, ideológicas, religiosas, capitalistas, entre otras) presentan desacuerdos pragmáticos, estrategias, objetivos y métodos diferentes. El núcleo de este neofascismo brasileño hizo converger sus intereses y retórica con el fundamentalismo religioso pentecostal y ambos se aliaron con sectores militares y think tanks liberales.
La religiosidad del bolsonarismo va acompañada de una hostilidad hacia la ciencia y la razón, que se hizo particularmente evidente durante la pandemia de COVID-19. Bolsonaro elogió la hidroxicloroquina como una cura milagrosa contra el COVID-19 e hizo una intensa propaganda y defensa de dicho fármaco, del que no hay evidencia científica de su eficacia. Varios parlamentarios bolsonaristas se pronunciaron en contra de la vacunación y el exministro de Asuntos Exteriores, Ernesto Araújo, afirmó que la pandemia era una “conspiración globalista”. Esta hostilidad hacia la ciencia ya era evidente en 2019, cuando decenas de miles de incendios arrasaron la cuenca del Amazonas y Bolsonaro calificó los datos del INPE de "mentiras".

## Gobierno de Lula (2023 - actualidad)

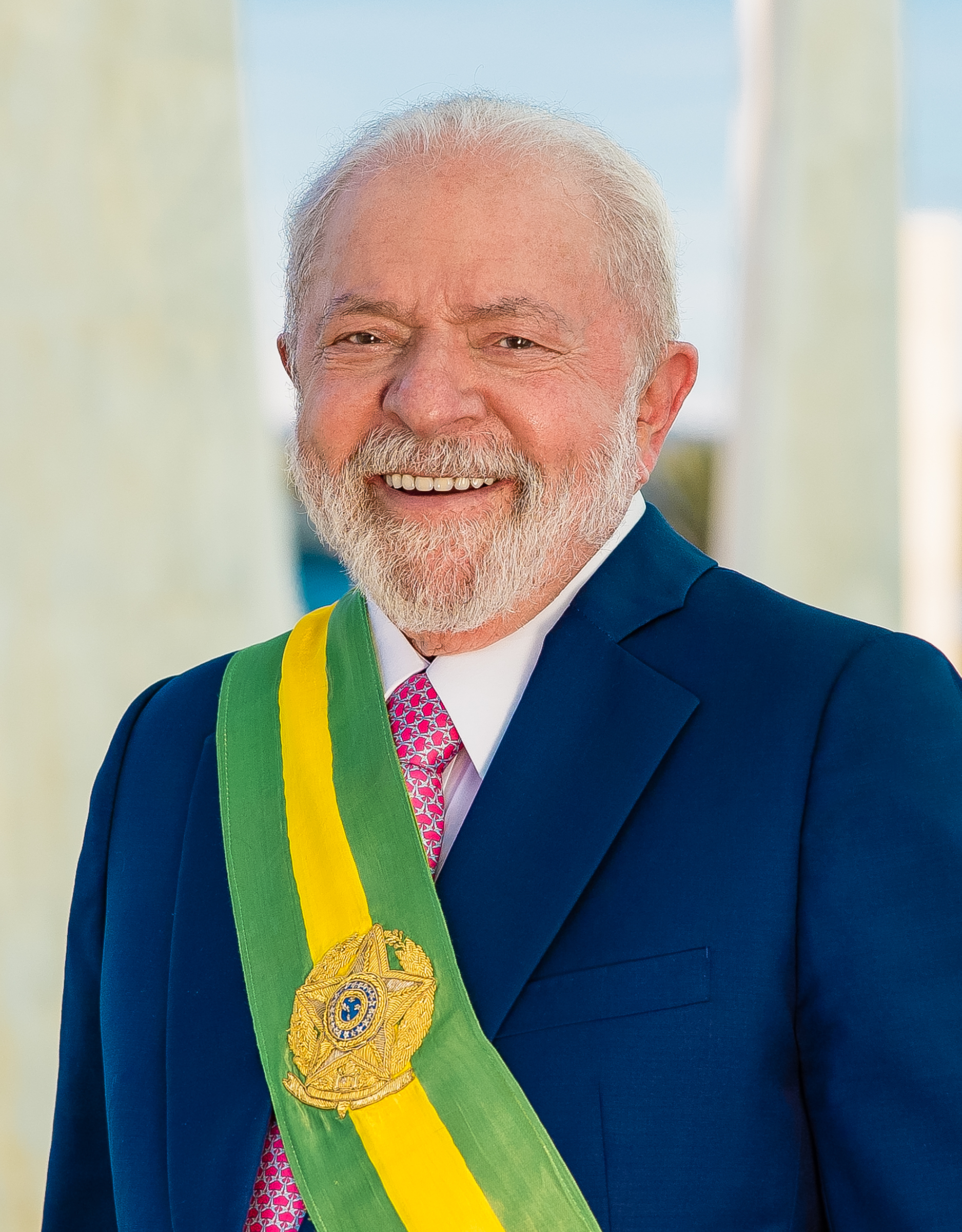
Lula en su tercer mandato

Luiz Inácio Lula da Silva ocupa la presidencia de la República desde el 1 de enero de 2023, lo que representa su regreso al cargo para un tercer mandato después de haber sido presidente de 2003 a 2011. Lula, del Partido de los Trabajadores (PT), fue elegido por voto popular directo en las elecciones presidenciales de 2022, derrotando al candidato a la reelección Jair Bolsonaro.
Bajo el lema "Unión y reconstrucción", el gobierno estará compuesto inicialmente por 37 ministerios, 15 más que el gobierno anterior. El segundo mayor número de carteras desde la redemocratización, en 1985, la cifra es sólo menor que la observada en el segundo gobierno de la ex presidenta Dilma Rousseff, que tenía 39 carteras.